# Sporting d'Este
 (octobre 2024).
Si vous disposez d'ouvrages ou d'articles de référence ou si vous connaissez des sites web de qualité traitant du thème abordé ici, merci de compléter l'article en donnant les références utiles à sa vérifiabilité et en les liant à la section « Notes et références ».
Le Sporting d'Este est une salle omnisports située à Billère, commune française située dans le département des Pyrénées-Atlantiques en région Nouvelle-Aquitaine,. 
Ses tribunes peuvent accueillir jusqu'à 1 500 spectateurs. C'est la salle qu'utilise le club de handball du Billère Handball.